# ويس نيوتن
ويس نيوتن (بالإنجليزية: Wesley Newton)‏ هو لاعب دارت بريطاني، ولد في 27 أغسطس 1977 في بلاكبول في المملكة المتحدة.

## وصلات خارجية
- ويس نيوتن على موقع DartsDatabase.co.uk (الإنجليزية)